# Bayerischer Landesverband für Wander- und Heimatdienst
Der Bayerische Landesverband für Wander- und Heimatdienst, abgekürzt LVW, wurde am 1. Juni 1934 als Körperschaft des öffentlichen Rechts gegründet und bestand bis 1945. Er war an die Gesundheitsabteilung des bayerischen Innenministeriums angegliedert. Er war Träger von ambulanten und stationären Zwangsfürsorge-Einrichtungen. Die Initiative hierzu stammte von Alarich Seidler, ehemaliger Leiter des Hilfszuges Bayern. 
Ein Aktenbestand befand sich bis zum Jahr 1996 in der Fürsorgeeinrichtung Herzogsägmühle bei Peiting, wo sich Teile der Verwaltung befanden und der als zentrale Anlaufstation der Neueinweisungen diente. Erhalten sind über 10.000 „Insassenakten“. Die „Asozialenkartei“ wurde nach eugenischen Gesichtspunkten erstellt. 
Zum LVW zählten sechs Wanderhöfe:
- Zentralwanderhof Herzogsägmühle, Peiting
- Wanderhof Bischofsried, Dießen am Ammersee
- Wanderhof Gundelfingen, Gundelfingen an der Donau
- Wanderhof Schernau/Pfalz, Martinshöhe
- Wanderhof Silbermühle, bei Nürnberg
- Wanderhof Simonshof, bei Bastheim (Unterfranken)

Hinzu kamen:
- Jugenderziehungsheim Indersdorf, Markt Indersdorf
- TBC-Station Schönram, Petting

sowie Wanderarbeitstätten und Unterkunftsstationen.